# IPCC溫室氣體排放情景特別報告
《IPCC溫室氣體排放情景特別報告》（英語：Special Report on Emissions Scenarios，簡稱SRES）由聯合國政府間氣候變化專門委員會（IPCC）於2000年發佈。報告中描述的溫室氣體排放情景（氣候變化情景）被用來預測未來可能發生的氣候變化。SRES情景通常用於2001年發佈的IPCC第三次評估報告 (TAR) 和2007年發佈的IPCC第四次評估報告 (AR4)。SRES情景被用來改善之前的的IS92情景（於1995年發佈的IPCC第二次評估報告中使用）。SRES情景用來當作"基線"（或稱"參考"）情景（參見氣候變化緩解經濟學#Baseline），表示這些情景並未將任何當前或未來限制溫室氣體（GHG）排放的措施（例如根據《聯合國氣候變化綱要公約》（UNFCC）簽訂的《京都議定書》）列入考慮。
SRES情景中的排放預測，其範圍與科學界制定的基線排放情景大致相當。然而SRES情景並沒涵蓋所有可能的未來情景：實際排放量變化可能比情景所述的要小，或是會更大。
而於2014年所發佈的IPCC第五次評估報告，這種表達氣候變化情景的SRES又被代表性濃度路徑（RCP）所取代。
科學界對於SRES有幾項評論。它既然被稱為"與先前所提的情景相比，有重大進步"。而同時也有人對其提出批評。對SRES最廣為人知的批評集中在：除其中一個模型之外，其他所有的都是採用市場匯率(market exchange rates ，MER) （而沒用到更為正確的購買力平價(purchasing-power parity，PPP) 方式）來將不同地區的國內生產毛額(GDP)作比較。

## 制定SRES的目的
| AR4中溫室排放情景特別報告（SRES）的四種情景系列與全球迄2100年地表暖化預測的對應 |                                                     |                                |
| AR4 (Summary; PDF)                                                              | 更 著重 經濟                                        | 更 著重 環境                   |
| 全球化 (同質性 世界)                                                            | A1 快速 經濟 增長 (群組: A1T; A1B; A1Fl) 1.4–6.4 °C | B1 全球環境可持續性 1.1–2.9 °C |
| 區域化 (異質性 世界)                                                            | A2 區域性 導向 經濟 發展 2.0–5.4 °C                 | B2 地區環境可持續性 1.4–3.8 °C |

為氣候變化作預測，在很大程度上取決於未來的人類活動結果，因此氣候模型是根據情景中的假設來模擬。SRES包含有40種不同的情景，每種情景對未來溫室氣體污染、土地利用和其他驅動因素做出不同的假設。每種情景都設有未來技術發展以及未來經濟發展的假設。假設情景的大多數都包括增加化石燃料耗用，B1中某些版本於2100年的耗用水準會低於1990年的。在排放情景中，全球GDP整體將以5至25的係數（%）來成長。
這些排放情景被組成多個系列，系列中包含有某些方面彼此相似的情景。IPCC所發佈的評估報告中對未來的預測，通常是依據特定情景系列的背景下做出。根據IPCC的說法，所有SRES情景都被視為"中性"。所有SRES情景均未將未來發生的災變或是巨型災難，例如戰爭和衝突和/或生態環境崩潰列入考慮。
IPCC並未將這些情景描述為代表未來社會經濟發展中歸類為"好"或"壞"的路徑。

## 情景系列
情景系列包含具有共同主題的個別情景。 IPCC第三次評估報告 (TAR) 和第四次評估報告 (AR4) 中所討論的六種情景是A1FI、A1B、A1T、A2、B1和B2。
IPCC並未表明任何SRES情景比其他情景更有可能發生，因此沒有任何SRES情景是代表未來排放的"最佳猜測"。
本文的情景描述係根據AR4中的，而其也與TAR中的情景描述相同。

### A1
A1情景屬於更為整合的世界。 此系列情景的特色是：
- 經濟快速成長。
- 全球人口於2050年將達到90億，然後逐漸下降。
- 新的及高效技術快速傳播。
- 趨向整合的世界 - 不同地區的收入和生活方式趨於整合。全球發生廣泛的社會和文化互動。

A1系列依據技術重點，含有多個子集：
- A1FI - 強調耗用化石燃料（化石燃料密集）。
- A1B - 平衡採用所有能源。
- A1T - 強調採用非化石能源.....

### A2
A2情景是個更為分化的世界。 此系列情景的特色是：
- 世界由各個獨立運作、自力更生的國家所組成。
- 人口不斷增加。
- 區域經濟發展導向。
- 高度排放。

### B1
B1情景是個更為整合、更生態友善的世界。 此情景的特色是：
- 與A1情景相同，屬於經濟快速成長，但會快速朝向服務和資訊經濟改變。
- 人口將於2050年增至90億，然後下降（與A1情景相同）。
- 減少使用資源強度，並引入清潔和資源高效的技術。
- 強調經濟、社會和環境穩定的全球解決方案。

### B2
B2情景是個更為分化的世界，但更生態友善。 此情景的特色是：
- 人口不斷增加，但速度比A2情景為慢。
- 強調經由本地解決（而非經由全球解決方案）經濟、社會和環境穩定的問題。
- 經濟發展處於中等水平。
- 與A1和B1情景相比，技術變革速度較慢，且更為片面與分散。

## SRES情景與氣候變化倡議
雖然根據某些情景的假設，會比根據別的情景讓世界變得更為環境友好，但沒有情景將任一氣候倡議（例如《京都議定書》）包含在內。

## 大氣溫室氣體濃度

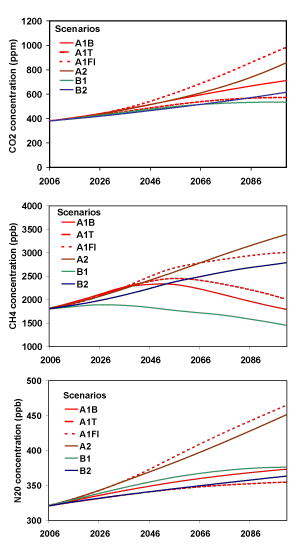
美國國家環境保護局根據SRES中的排放情景，預測地球大氣中三種溫室氣體 - 二氧化碳、甲烷及一氧化二氮到21世紀末的的濃度。

SRES情景被用於預測未來大氣中溫室氣體的濃度。IPCC第三次評估報告（2001年發佈）中運用六種說明性的SRES情景，預測2100年大氣中二氧化碳濃度介於540至970百萬分比（ppm）之間。在此類預測中，未來透過碳匯從大氣中移除二氧化碳（參見二氧化碳移除）存在不確定性。地球生物圈的未來變化和氣候系統的反饋也存在不確定性。將這些不確定性列入考慮，表示預期濃度範圍將會落在490至1,260ppm之間。相較之下，工業化前（1750年前）的濃度約為280ppm，而在2000年的濃度約為368ppm。
美國國家環境保護局（EPA）也採用SRES情景對未來大氣中溫室氣體濃度進行預測。這些預測如右邊圖案所示，均受到前面描述有關碳匯的未來作用和地球生物圈變化的不確定性所影響。

## 觀測到的排放率
在1990年代至2000年代期間，由於人類燃燒化石燃料和工業生產過程所產生的二氧化碳排放量增長率有所增加（參見研究人員McMullen和Jabbour發表的報告（2009年），第8頁）。於1990年至1999年的十年間，年平均成長率為1.1%。
2000年至2009年的十年間，燃燒化石燃料產生二氧化碳排放量平均每年增加3%，超過40個SRES情景中的35個情景估計成長率（如果採的是端點，而非線性回歸法，則超過的為34個）。人為造成的溫室氣體排放量在2010年創下新記錄，比2009年增加6%，甚至超過IPCC第四次評估報告中提出的"最壞狀況"情景。

## 觀點與分析

### 市場匯率（MER）與購買力平價（PPP）比較
SRES場景受到科學界人士Ian Castles和David Henderson的批評。他們批評的核心是SRES採用市場匯率（MER）法進行國際間比較，而非採用較受理論支持的購買力平價（PPP）法，後者可將購買力差異修正。但IPCC對此批評提出反駁。
辯論中的不同立場可被歸納如下 - SRES情景採用MER，會誇大過去和現在的收入差異，並高估開發中國家未來的經濟成長。Ian Castles和David Henderson最初認為這將會導致對未來溫室氣體排放量的高估，因而表示IPCC對未來氣候變化的預測可能有高估的情況。然而經濟成長的差異會被能源強度的差異所抵消。有人說這兩種相反的效果可完全互抵，也有人說只能互抵部分。整體而言，從採用MER轉換為採用PPP，所產生的大氣中二氧化碳濃度方面的影響可能會很小。Ian Castles和David Henderson後來接受此論點，並承認他們認為未來的溫室氣體排放量被大幅高估是錯誤的看法。
但即使全球氣候變化沒受到採用不同工具的影響，有人認為MER和PPP情景之間的排放和所受影響，於區域分佈方面會有很大的差異，繼而影響到政治辯論：若採用PPP法，其結果是中國和印度在全球排放量中所佔比例要小得多。也會影響到不同國家的氣候變化脆弱性：採用PPP情景做預測，貧窮國家經濟會成長較慢，脆弱性會受到更大的影響。

### 化石燃料可用性
IPCC評估報告撰寫者於SRES之中也評估化石燃料於未來能源的潛在可用性。SRES關於化石燃料可用性的假設主要基於研究人員Rogner於1997年所發表的一項研究報告，Rogner採長篇敘述，聲稱全球有足夠的化石燃料資源，即地殼中的碳氫化合物分子在理論上可支持人類歷經長期的開採。
IPCC第三次評估報告討論未來化石燃料的可用性是否會導致未來碳排放受到限制的問題，所得的結論是縱使化石燃料資源有其限度，將不會對21世紀的碳排放產生限制。撰寫者對全球常規煤炭儲量的估計約為1,000吉噸碳 (Gt，十億噸)，上限估計在3,500至4,000吉噸之間。相較之下，截至2100年，SRES B1情景的累積二氧化碳碳排放量約為1,000吉噸，SRES A1FI情景的累積碳排放量約為2,000吉噸。
但據估計，目前已探明的常規石油和天然氣儲量中的碳遠低於導致大氣中二氧化碳濃度穩定在450ppm或更高水平相關的累積碳排放量。第三次評估報告提出往後世界能源結構的組成將決定21世紀溫室氣體濃度是否可維持穩定。未來的能源結構或可能更多依賴非常規石油和天然氣（例如油砂、頁岩油、緻密油、頁岩氣）的開採，或是更多依賴非化石能源（如再生能源）的使用。 SRES展望中對將化石燃料作為一次能源總產量的設定，包含有從B1系列的較2010年僅增長50%，到A1系列的增長達到400%以上。

#### 批評
直接引用研究人員Wang等人研究報告的文字摘要如下：
氣候預測是根據排放情景的假設而作。IPCC和主流氣候科學家使用的排放情景很大程度上源自對化石燃料的需求估計，我們認為可能因未充分考慮到這些燃料的枯竭可能性，會導致排放會受到限制。
這個老問題長期以來一直受到批評，因為對化石燃料的可用性和未來生產的許多假設，往好的來說是屬於樂觀，往壞的說則是難以置信。 SRES和RCP兩種情景因偏向"誇大資源可用性"和"對化石燃料的未來產量擁有不切實際的預期"而受到批評。能源不能被視為經濟/氣候模型中不會枯竭的輸入，而與供應在物理和物流上的現實脫節。
最近針對氣候變化情景有關化石能源前景的統合分析，甚至有"回歸煤炭假說"的理論出現，原因為大多數主流氣候情景都預見到未來世界煤炭產量將會大幅增加。研究人員Patzek和Croft的研究報告 (2010年, 第3113頁) 對未來煤炭產量和碳排放量進行預測，在他們的評估中，除最低排放的SRES情景外，所有其他情景都預測未來煤炭產量和二氧化碳排放量會過高（Patzek和Croft研究報告，第3113-3114頁）。其他的長期煤炭預測也得到類似的結果。
在一篇討論論文中，研究人員Aleklett表達的看法（2007年，第17頁）是SRES對2020年至2100年期間的預測"絕對不現實"。報告所提出的分析，認為源自石油和天然氣的排放量會低於所有SRES預測，源自煤炭的排放量會遠低於大多數SRES預測（同一報告中第2頁）。

### 英國專責委員會報告
英國國會上議院經濟事務專責委員會於2005年製作一份關於氣候變化經濟學報告。報告收集對SRES的批評作為證據。提供證據的人包括對SRES情景的批評者澳大利亞統計學家Ian Castles博士以及SRES的共同編輯Nebojsa Nakicenovic教授。IPCC評估報告撰寫者之一 - 劍橋大學教授Chris Hope博士對SRES A2情景提出批評，A2情景是SRES中較高的排放情景之一。Chris Hope使用A2情景中的兩個版本評估並比較氣候變化造成的邊際經濟損害。在其中一個版本，排放量與IPCC的預測一致。而在另一個版本，Chris Hope所得結果較IPCC的預期排放量減少一半（即為原始A2情景預測的50%）。在他的綜合評估模型中，這兩個版本的A2情景得到幾乎相同的邊際經濟損害結果（向大氣中排放一公噸二氧化碳的經反算而得的現值）。Chris Hope根據這項發現，而認為目前的氣候政策對於人們是否接受將來較高SRES排放情景的有效性並不敏感。
IPCC評估報告作者之一理查德·托爾教授對SRES情景的優點和缺點提出批評。在他看來，SRES A2情景是迄今為止最符合現實的。英國政府部門中的環境食品與鄉村事務部和財政部認為Ian Castles和David Henderson對SRES情景的批評並沒有削弱人們對氣候變化採取行動的理由。這兩個部會也評論說，除非採取有效行動以遏制排放成長，否則如國際能源署等其他機構也同樣會預計未來溫室氣體排放量將會持續上升。

### 與"無政策"情景的比較
研究人員韋伯斯特等人（Webster et al. ，2008年）在麻省理工學院全球變化科學與政策聯合計畫所發表的一份報告中，將SRES情景與他們自己擬出的"無政策"情景進行比較。這批研究人員提出的無政策情景假設，是未來世界不會採取任何限制溫室氣體排放的措施，結果是大多數SRES情景結果都會高出無政策情景的90%機率範圍（Webster et al.報告，第1頁）。大多數SRES情景與對應進行穩定大氣中溫室氣體濃度工作產生一致的結果。韋伯斯特等人（報告第54頁）指出，設定SRES情景的目的已涵蓋業經發表科學文獻中未來排放量的大部分範圍。文獻中許多此類的情景都包含該努力穩定未來大氣中溫室氣體的濃度。

## 發佈SRES之後提出的預測
IPCC第四次評估報告中對已發表排放情景的文獻進行評估。在SRES發佈之後再發佈的排放情景，與SRES設定的範圍相同。第四次評估報告指出，SRES之後發佈的情景預測對某些排放驅動因素使用較低的數值，特別是人口預測。但在納入新的人口預測，及其他驅動因素（如經濟成長等變化），對整體排放量幾乎無甚影響。

## 演進
IPCC在2014年發佈的第五次評估報告中，採用代表性濃度路徑（RCP）模型以取代SRES情景預測。

## 資料來源
- IPCC TAR WG3, Metz, B.; Davidson, O.; Swart, R.; Pan, J. , 编, , Contribution of Working Group III to the Third Assessment Report of the Intergovernmental Panel on Climate Change, Cambridge University Press, 2001  [2023-11-17], ISBN 0-521-80769-7, （原始内容存档于2017-02-27） (pb: 0-521-01502-2).
- IPCC TAR SYR, Watson, R. T.; the Core Writing Team , 编, , Contribution of Working Groups I, II, and III to the Third Assessment Report of the Intergovernmental Panel on Climate Change, Cambridge University Press, 2001  [2023-11-17], ISBN 0 521 80770 0, （原始内容存档于2018-11-03） (pb: 0-521-01507-3).
- IPCC AR4 WG1, Solomon, S.; Qin, D.; Manning, M.; Chen, Z.; Marquis, M.; Averyt, K.B.; Tignor, M.; Miller, H.L. , 编, , Contribution of Working Group I to the Fourth Assessment Report of the Intergovernmental Panel on Climate Change, Cambridge University Press, 2007  [2023-11-17], ISBN 978-0-521-88009-1, （原始内容存档于2012-06-05） (pb: 978-0-521-70596-7).
- IPCC AR4 WG2, Parry, M.L.; Canziani, O.F.; Palutikof, J.P.; van der Linden, P.J.; Hanson, C.E. , 编, , Contribution of Working Group II to the Fourth Assessment Report of the Intergovernmental Panel on Climate Change, Cambridge University Press, 2007  [2023-11-17], ISBN 978-0-521-88010-7, （原始内容存档于2018-11-10） (pb: 978-0-521-70597-4).
- IPCC AR4 WG3, Metz, B.; Davidson, O.R.; Bosch, P.R.; Dave, R.; Meyer, L.A. , 编, , Contribution of Working Group III to the Fourth Assessment Report of the Intergovernmental Panel on Climate Change, Cambridge University Press, 2007  [2023-11-17], ISBN 978-0-521-88011-4, （原始内容存档于2014-10-12） (pb: 978-0-521-70598-1).
- IPCC AR4 SYR, Pachauri, R. K.; Reisinger, A.;  et al , 编, , Contribution of Working Groups I, II and III to the Fourth Assessment Report of the Intergovernmental Panel on Climate Change, IPCC, 2007  [2023-11-17], ISBN 92-9169-122-4, （原始内容存档于2018-11-03）.
- IPCC SRES, Nakićenović, N.; Swart, R. , 编, , Cambridge University Press, 2000  [2023-11-17], ISBN 0-521-80081-1, （原始内容 (book)存档于2017-02-03）, 978-052180081-5 (pb: 0-521-80493-0, 978-052180493-6).
- IPCC SRES SPM,  (PDF), , IPCC, 2000  [2023-11-17], ISBN 92-9169-113-5, （原始内容 (PDF)存档于2017-02-03）.
- SRES data, , Center for International Earth Science Information Network, 2000  [2023-11-17], （原始内容存档于2024-05-13）.
- Parson, E.;  et al, , Washington, DC: Department of Energy, Office of Biological & Environmental Research, July 2007, （原始内容存档于2013-06-30）

## 外部連結
- Report website （页面存档备份，存于）
- Terms of reference （页面存档备份，存于）
- "What is an emission scenario?" （页面存档备份，存于） by Jean-Marc Jancovici（法语：Jean-Marc Jancovici）